# Bengt Julander
Bengt Åke Julander, född 7 mars 1953, är en svensk apotekare och riskkapitalist.
Bengt Julander växte upp i Gävle. Han utbildade sig 1973–1977 till apotekare på Uppsala universitet och arbetade efter examen från 1978 som läkemedelskonsulent på Astra. Under 1980-talet var han bland annat nordisk marknadschef för Baxter Healthcare och var senare aktiv som riskkapitalist. Han tillträdde 2005 som ordförande i det svenska riskkapitalbolaget Linc AB, som är specialiserat på små och medelstora företag inom specialläkemedel och medicinteknik.
Julander grundade 2004 tillsammans med Mikael Bender (född 1956) det svenska läkemedelsutvecklingsbolaget Pharmalink, senare omdöpt till Calliditas Therapeutics.